# John Lintner
John Virgil Lintner (mladší) (9. února 1916, Kansas, USA - 8. června 1983, Cambridge, USA) byl americký ekonom a profesor na Harvard Business School v 60. letech 20. století a byl jedním ze spolutvůrců (1965a,b) Capital Asset Pricing Model (modelu pro oceňování kapitálových aktiv).
Po určitou dobu panovalo ohledně tohoto modelu hodně zmatků, protože různí ekonomové pracovali na tomto modelu nezávisle na sobě, aniž by si uvědomili, že říkají totéž. Dívali se totiž na problematiku oceňování kapitálových aktiv z různých pohledů. Například William Sharpe k problému přistoupil jako investor, který se snaží vybírat jednotlivé akcie. Na druhé straně Lintner to bral z pohledu společnosti, která akcie vydává.
Získal bakalářský titul na Universitě v Kansasu v roce 1939, o rok později nastoupil na Harvardu na postgraduální studium. Zde se v roce 1942 stal členem Society of Fellows, což je tříletá placená stáž bez obvyklých povinností, pouze samostatně řízený výzkum.

## Osobní život
Narodil Johnu Virgilovi a Pearl Lintner v Lone Elm v Kansasu 9. února 1916. Z prvního manželství se Sylvií Change měl dvě děti, Johna Howlanda a Nancy Chance. Z druhého manželství s Eleanor Hodges měl nevlastního syna Allana Hodgese. Zemřel na infarkt při řízení vozidla 8. června 1983 v Cambridge v Massachusetts.

## Vzdělání
Obdržel bakalářský titul v roce 1939, magisterský titul v roce 1940 na University of Kansas; magisterský titul v roce 1942; a Ph.D. v roce 1946 z Harvardovy univerzity.

## Pozice
- 1939-40 - Instruktor, obchodní administrativa, University of Kansas, Lawrence
- 1941 - Člen výzkumných pracovníků na fiskální politiku, National Bureau of Economic Research, New York
- 1946-51 - Odborný asistent, Harvard University, Graduate School of Business Administration
- 1951-56 - Docent, Harvard University, Graduate School of Business Administration
- 1956-64 - Profesor na Business Administration, Harvard University
- 1950-83 - Člen dozorčí rady, Cambridge Savings Bank
- 1975-83 - Představenstvo společnosti, US & Foreign securities corp, Chase of Boston Mutual Funds
- Poradce pro podnikatele a vládu[1]